# Дударова, Нина Александровна
Нина Александровна Дударова (1903, Санкт-Петербург — 1992, Москва) — цыганская поэтесса, педагог, писательница и переводчица.

## Биография
Родилась в Санкт-Петербурге у матери-цыганки (которая была певицей и танцовщицей в цыганском хоре) и русского отчима, которые оба воспитали Дударову как собственного ребёнка.
Изучив преподавание и педагогику, в 1925 году она вступила в недавно созданный Всероссийский союз цыган в Москве. Одной из целей союза была борьба с неграмотностью и создание школ на цыганском языке. В 1926 году ей вместе с другим цыганским поэтом и переводчиком Николаем Панковым было поручено разработать алфавит для цыган.
Окончательная работа Дударовой и Панкова была основана на диалекте русских цыган. На этом алфавите было написано большое количество цыганской литературы (более 300 книг в период с 1927 по 1938 год); однако это влияние охватило сравнительно узкий круг, в основном в Москве и нескольких городах СССР, и закончилось в 1938 году, когда официальная советская политика в отношении цыган изменилась с обращения с цыганами как с отдельным народом, который должен развиваться как составной элемент советского общества к интеграционизму. В первые годы существования Советского Союза было опубликовано много учебников по теме образования цыган для использования не только в цыганских школах, но и для неграмотного взрослого цыганского населения. Букварь Дударовой «Нево Дром: Букварё Ваш Баре Манушенге» был одним из первых.
Дударова и Панков были редакторами литературно-общественного обозрения «Нево дром» и участвовали в издании популярных альманахов, в которых Дударова публиковала детские стихи, проникнутые социалистической идеологией. В это время она также помогала переводить произведения Александра Пушкина на цыганский язык и руководила культурно-общественным клубом «Лоли черен». Она путешествовала по стране, чтобы читать лекции об образовании, предполагаемых преступлениях религий, гигиене и правах женщин.
С 1930-х она преподавала цыганский язык в театре «Ромэн» в Москве и работала редактором детской литературы. После Второй мировой войны Советский Союз отказался от всех программ на цыганском языке, и Дударова потеряла свою популярность.